# Zethes bruzzanaria
Zethes bruzzanaria är en fjärilsart som beskrevs av Costa 1863. Zethes bruzzanaria ingår i släktet Zethes och familjen nattflyn. Inga underarter finns listade i Catalogue of Life.